# Souled Out
Souled Out er et musikalbum fra 1995 af soul/funk-bandet Tower of Power. Albummet indeholder 12 numre.